# 布里村
布里村（ふりむら）は、愛知県南設楽郡にあった村。現在の新城市の一部にあたる。

## 地理
寒狭川と巴川の合流点右岸に位置していた。

## 歴史
- 1889年（明治22年）10月1日、町村制の施行により、南設楽郡布里村が単独で村制施行し、布里村が発足[1][2]。大字は編成せず[2]。一色村、只持村、塩瀬村、愛郷村と組合村を結成[2]。組合村役場を一色村に設置[3]。
- 1906年（明治39年）5月1日、南設楽郡鳳来寺村、一色村、只持村、塩瀬村、愛郷村と合併し、鳳来寺村が存続して廃止された[1][2]。合併後、鳳来寺村布里となる[2]。

### 地名の由来
織物を織ったことから布の里と称されたが、のちに転訛した。

## 産業
- 農業[2]

## 教育
- 1873年（明治6年）布里小学校開校[2]。